# یونگچئون
یونگچئون
شهر یونگچئون (به کره‌ای: 영천) (به انگلیسی: Yeongcheon) با جمعیت  ۱۰۴٫۰۱۲  نفر در ایالت  جئونسانگبوک-دو در کشور کره‌جنوبی واقع شده‌است.این شهر با جمعیتی حدود ۹۹٬۰۰۰ نفر (تا سپتامبر ۲۰۲۴) به‌عنوان یکی از مراکز مهم کشاورزی و فرهنگی منطقه شناخته می‌شود.
یئونگچئون در حدود ۳۵۰ کیلومتری جنوب شرقی سئول قرار دارد و از طریق بزرگراه Gyeongbu و خطوط راه‌آهن Jungang و Daegu به شهرهای بزرگ مانند سئول و بوسان متصل است.
این شهر بزرگ‌ترین تولیدکننده انگور در کره جنوبی است و حدود ۲۰٪ از تولید انگور کشور را به خود اختصاص داده است. انواع انگور مانند Kyoho، Muscat Bailey A، Shine Muscat و Campbell Early در این منطقه کشت می‌شوند و در ۱۵ کارخانه شراب‌سازی محلی به شراب تبدیل می‌شوند. علاوه بر انگور، محصولات دیگری مانند برنج، هلو، سیب، آلو و سیر نیز در این منطقه تولید می‌شوند .
یونگچئون هرساله میزبان جشنواره‌های متنوعی است، از جمله:
- جشنواره نور ستارگان کوه بوهیون: در تابستان برگزار می‌شود و در رصدخانه کوه بوهیون، که سومین تلسکوپ بزرگ کره را دارد، متمرکز است.
- جشنواره انگور: در اواخر تابستان با مسابقاتی مانند انتخاب دوشیزه انگور و مسابقه خوردن انگور برگزار می‌شود.
- جشنواره داروهای گیاهی: در اکتبر برگزار می‌شود و شامل نمایش‌های سنتی و معرفی بیش از ۴۸۰ نوع داروی گیاهی و شراب‌های تهیه‌شده از انگورهای محلی است .

از جاذبه‌های دیدنی یونگچئون می‌توان به موارد زیر اشاره کرد:
- معبد اونهاسا (Eunhaesa Temple): یکی از معابد تاریخی منطقه.
- پارک یادبود جنگ: مکانی برای بزرگداشت تاریخ نظامی کره.
- گالری هنری سیان (Cyan Art Gallery): نمایشگاه آثار هنری معاصر.
- سد یئونگچئون: منظره‌ای زیبا و مکانی برای تفریح.
- رصدخانه کوه بوهیون: مکانی برای مشاهده ستارگان و آسمان شب .